# Priyamvada Natarajan
Priyamvada (Priya) Natarajan es profesora en los departamentos de astronomía y física de la Universidad de Yale . Se destaca por su trabajo en el mapeo de la materia y la energía oscuras, particularmente con su trabajo en lentes gravitacionales y en modelos que describen las historias de ensamblaje y acreción de agujeros negros supermasivos . Es autora del libro Mapping the Heavens: The Radical Scientific Ideas That Reveal the Cosmos . 

## Primeros años
Priya Natarajan nació en Coimbatore, Tamil Nadu en India, de padres académicos. Ella es una de tres hijos. Natarajan creció en Delhi, India y estudió en la escuela pública de Delhi, RK Puram .

## Educación
Natarajan tiene títulos universitarios en física y matemáticas del MIT . También estuvo inscrita en el Programa del MIT en Ciencia, Tecnología y Sociedad y en el Programa del MIT en Tecnología y Políticas Públicas de 1991 a 1993. Realizó su trabajo de posgrado en astrofísica teórica en el Instituto de Astronomía de la Universidad de Cambridge, Inglaterra, donde obtuvo un doctorado. Licenciatura en 1998.  Allí fue miembro del Trinity College y fue elegida para una beca de investigación Título A que ocupó de 1997 a 2003. Antes de llegar a Yale, fue becaria postdoctoral visitante en el Instituto Canadiense de Astrofísica Teórica en Toronto, Canadá.

## Áreas de investigación
Natarajan ha realizado un extenso trabajo en los siguientes campos:
- Lentes gravitacionales : combinación de técnicas de análisis de lentes fuertes y débiles; uso de lentes como sonda para estudiar la evolución de galaxias en cúmulos mediante efectos de cizallamiento débiles locales; lentes débiles por estructura a gran escala; utilizar lentes como sonda para detectar las formas de los halos de materia oscura; y comprender las correlaciones intrínsecas en las formas de las galaxias.
- Cúmulos de galaxias: utilizando lentes, rayos X y datos de Sunyaev-Zeldovich en conjunto para estudiar la dinámica de las galaxias en cúmulos; anisotropía de velocidad de las órbitas de las galaxias; caracterizar el crecimiento y la evolución de los grupos en el espacio de fases y la física del proceso de relajación.
- Física de acreción: cuestiones de alineación del giro de los discos y de los agujeros negros centrales; la evolución de los discos de acreción deformados; Precesión de Lense-Thirring; el mecanismo de Blandford-Znajek y la historia de acreción de los agujeros negros supermasivos.
- Problemas en la formación de galaxias y el suministro de combustible a los quásares: la conexión entre las galaxias de alto corrimiento al rojo, los núcleos galácticos activos y sus agujeros negros centrales; la función de masa del agujero negro; papel de los quásares y sus flujos en la formación de galaxias; efecto cinemático Sunyaev-Zeldovich de los quásares; la física de los procesos de retroalimentación en la formación de galaxias; Contribuyentes estelares al fondo de rayos X y la evolución de gas neutro con corrimiento al rojo.
- Agujeros negros binarios : la fusión y evolución de binarios de agujeros negros supermasivos en núcleos de galaxias ricos en gas; las firmas de ondas electromagnéticas y gravitacionales de estos sistemas; las implicaciones para la formación de estructuras con altos corrimientos al rojo.
- Estallidos de rayos gamma : la relación de las tasas de estallidos de rayos gamma con la tasa de formación de estrellas promediada a nivel mundial, la morfología y las propiedades de las galaxias anfitrionas de estallidos de rayos gamma en las bandas de ondas ópticas y sub-mm, la conexión SN-GRB.

## Honores y premios
Natarajan recibió la beca Emeline Conland Bigelow en el Instituto Radcliffe de la Universidad de Harvard en 2008. En 2009, recibió una beca Guggenheim. Natarajan también recibió en 2009 el premio "Rostro del futuro" de la Fundación India en el Extranjero y el premio al logro académico de la Organización Mundial para los Pueblos de Origen Indio (GOPIO). Natarajan fue elegido miembro de la Royal Astronomical Society en 2009, de la American Physical Society en 2010 y del Explorers Club en 2010. Recibió una beca JILA (Instituto Conjunto de Astrofísica de Laboratorio) en 2010. En enero de 2011 recibió el premio India Empire NRI por sus logros en las ciencias en Nueva Delhi, India. Fue Visitante Distinguida Caroline Herschel en el Instituto de Ciencias del Telescopio Espacial en Baltimore durante 2011-2012. Además de sus nombramientos actuales en Yale y Harvard, también ocupa la Cátedra Sophie y Tycho Brahe, el Centro de Cosmología Oscura, el Instituto Niels Bohr de la Universidad de Copenhague, Dinamarca y recientemente fue elegida profesora honoraria vitalicia en la Universidad de Delhi. . Fue elegida miembro de la Academia Estadounidense de Artes y Ciencias en 2023.  Fue nombrada miembro de la Sociedad Astronómica Estadounidense en 2024, "por sus contribuciones fundamentales a nuestra comprensión de la naturaleza de la materia oscura y la física de los agujeros negros, y por el desarrollo de un marco completamente nuevo que permite mapear la distribución detallada de la materia oscura". en pequeñas escalas dentro de cúmulos de galaxias utilizando lentes gravitacionales". 